# 斯克里灣
斯克里灣（英語：Scree Cove），是南極洲的海灣，位於葛拉漢地的法利埃海岸，處於布萊克洛克島西南面，由英國研究隊繪入地圖，現時由南極條約體系管理。